# Lee Ka Man
Lee Ka Man (chiń. 李嘉文; ur. 28 listopada 1986 w Hongkong) – chińska wioślarka, reprezentantka Hongkongu w wioślarskiej jedynce podczas Letnich Igrzysk Olimpijskich w Pekinie.

## Osiągnięcia
- Mistrzostwa Świata – Eton 2006 – jedynka wagi lekkiej – 15. miejsce[1].
- Igrzyska Olimpijskie – Pekin 2008 – jedynka – 23. miejsce[1].
- Mistrzostwa Świata – Poznań 2009 – jedynka wagi lekkiej – 26. miejsce[1].